# Route nationale 692
Pour les articles homonymes, voir Route 692.
La route nationale 692 ou RN 692 était une route nationale française reliant Eymoutiers à Felletin. À la suite de la réforme de 1972, elle a été déclassée en RD 992.

## Ancien tracé d'Eymoutiers à Felletin (D 992)
- Eymoutiers
- Nedde
- La Villedieu
- Faux-la-Montagne
- Gentioux
- Saint-Quentin-la-Chabanne
- Felletin